# Empoascanara dwukropka
Empoascanara dwukropka är en insektsart som beskrevs av Irena Dworakowska 1980. Empoascanara dwukropka ingår i släktet Empoascanara och familjen dvärgstritar.
Artens utbredningsområde är Filippinerna. Inga underarter finns listade i Catalogue of Life.